# うすいたかやす
うすい たかやす（8月25日生）は、日本の男性声優。東京都出身。2000年からシグマ・セブン所属。旧芸名・本名は臼井 孝康（読み同じ）。

## 人物
- かつては本名の臼井孝康で活動していたが、クレジットに白井孝康と表記されてしまうことが多かったため、平仮名に改名した。
- オフィスCHK所属時代はCHK放送劇団の座長をつとめていた。
- 声優、ナレーターとしては、数多くのアニメや外画、テレビ番組などに出演している[4]。
- 『ハーバード白熱教室』以降、マイケル・サンデルがNHKに出演する際のボイスオーバーを担当している。
- 資格は普通自動車免許[2]。

## 出演
太字はメインキャラクター。

### テレビアニメ
1994年
- マクロス7（コスギ、プリシコビッチ）
- モンタナ・ジョーンズ（記者）

1995年
- 天地無用!（海賊B）

1996年
- 神秘の世界エルハザード（ナミヘイ）
- 逮捕しちゃうぞ（津山、今村、植村、爆弾処理班、京浜東北線運転手 他）
- 魔法少女プリティサミー

1998年
- さくらももこ劇場コジコジ（ゾウ、カメ大明神〈初代〉）
- 聖ルミナス女学院（平見清太郎）
- DTエイトロン（ロロ）
- Bビーダマン爆外伝（レポーターボン、司会、カエルロン）
- 魔術士オーフェン（1998年 - 1999年、男A、おやじ） - 2シリーズ

1999年
- 宇宙海賊ミトの大冒険（ナンダブ、ジュウサー、政所左近） - 2シリーズ
- ∀ガンダム（帰還兵）
- ドラえもん（テレビ朝日版第1期）（海賊、レフリー、ランドセル）
- 火魅子伝（ハニワ兵隊長）
- Bビーダマン爆外伝V（アイヤーボン、レポーターボン）

2001年
- 仰天人間バトシーラー（仙ジンジャー / ベツジンジャー）
- スターオーシャンEX（ギョロ）
- ヒカルの碁（客）
- バンパイヤン・キッズ（警備員）
- HELLSING（デヴィット・ロウズ）

2002年
- 犬夜叉（村人）
- 王ドロボウJING
- OVERMANキングゲイナー
- ガラクタ通りのステイン（ステイン）
- ガンフロンティア（デラメダム、アホネン 他）
- キディ・グレイド（ホルス、バトー、サイボーグ下士官 他）
- 機動戦士ガンダムSEED（兵士A）
- キャプテン翼（第3作）（レアンドロ、井沢守、ブティーニ、テオドール、選手 他）
- GetBackers-奪還屋-（強盗）
- 神世紀伝マーズ（2002年 - 2003年、パイロット、兵士C、航海長 ほか）
- 超重神グラヴィオン（2002年 - 2004年、軍研究員、パイロットA、EFA研究員） - 2シリーズ
- 爆転シュート ベイブレード 2002（ビル）
- 花田少年史（保健所の職員、近所の人）
- フルメタル・パニック!（ウィリアム・ゴダート、サベージA）
- 炎の蜃気楼（側近）
- ラーゼフォン（部下B）
- 陸上防衛隊まおちゃん（鯨エイリアン）

2003年
- SUBMARINE SUPER 99（海竜丸士官、機関長、X-0通信兵、皇帝旗艦副官）
- 獣兵衛忍風帖 龍宝玉篇（きこり）
- 住めば都のコスモス荘 すっとこ大戦ドッコイダー（サメ・シャーク）
- FIRESTORM（ヴァレンテ）
- らいむいろ戦奇譚（兵士B）

2004年
- R.O.D -THE TV-（司会、キャスター）
- GIRLSブラボー first season（芸人）
- クロノクルセイド（カルヴ、密輸団員長）
- この醜くも美しい世界（スイカ畑の父）
- 砂ぼうず（渦巻化成の傭兵）
- 鉄人28号（第4作）（PX団チーフ、PX団員1）
- 爆裂天使（RAPT指揮官）
- ファンタジックチルドレン（2004年 - 2005年、委員A）
- MONSTER（記者B、代表者C）
- 勇午 〜交渉人〜（医者、下士官、警備兵、隊員B、諜報員 他）

2005年
- かみちゅ!（親玉風、船頭茶釜、猫のレフリー 他）
- D.C.S.S. 〜ダ・カーポ セカンドシーズン〜
- 闘牌伝説アカギ 〜闇に舞い降りた天才〜（丸メガネ）
- トランスフォーマー ギャラクシーフォース（スタントン、信号機TF、インチアップ、ソニックボンバー、シグナルランサー）
- 遙かなる時空の中で-八葉抄-（侍）
- B-伝説!バトルビーダマン 炎魂（Mr.ペンギン）

2006年
- いぬかみっ!（運転手）
- おとぎ銃士 赤ずきん（案山子）

2007年
- がくえんゆーとぴあ まなびストレート!（下嶋）
- ケロロ軍曹（ロバニャン）
- 鋼鉄神ジーグ（五右衛門）
- Devil May Cry（管理局員B）
- メイプルストーリー（トーマス）
- レ・ミゼラブル 少女コゼット（青果店の主人）
- ロケットガール（ルイス・クリーガー）

2008年
- CLANNAD 〜AFTER STORY〜（不良）
- ポルフィの長い旅（ギヨーム、おじさん、農夫）
- モノクローム・ファクター（独田）
- ワールド・デストラクション 〜世界撲滅の六人〜（獣人保安官）

2010年
- 閃光のナイトレイド（児島正範）

2017年
- “栄光なき天才たち”からの物語（ナレーション）

2020年
- BORUTO-ボルト- NARUTO NEXT GENERATIONS（コクリ）

### 劇場アニメ
- マクロス7 銀河がオレを呼んでいる!（1995年、アジョベンスキー）
- スプリガン（1998年、級友B）
- 鉄人28号 白昼の残月（2007年）

### OVA
1994年
- マクロスプラス（仕官）
- 幽幻怪社（雲水）

1995年
- 神秘の世界エルハザード（雲助B）

2002年
- 戦闘妖精雪風（ウィッチワッチ）
- フロム I"s アイズ-もうひとつの夏の物語（不良B）

2003年
- アクエリアンエイジSagaII〜Don't forget me…〜（アナウンサー）

### ゲーム
1997年
- アーマード・コア（通信士）
- アーマード・コア プロジェクトファンタズマ（通信士）

1999年
- 真・魔装機神 PANZER WARFARE（ゼルドナ）
- 探偵 神宮寺三郎 灯火が消えぬ間に（風林豪造）

2000年
- 仮面ライダーV3（ジシャクイノシシ、原始タイガー）

2002年
- ジョジョの奇妙な冒険 黄金の旋風（プロシュート、セッコ）

2004年
- 解決!オサバキーナ（ウーソバイ）
- ぷらすぷらむ2（カック）

2006年
- ロックマンロックマン（ボンバーマン）

2007年
- がくえんゆーとぴあ まなびストレート! キラキラ☆Happy Festa!（下嶋先生）
- スーパーロボット大戦OG ORIGINAL GENERATIONS（DC艦長）
- スーパーロボット大戦OG外伝（DC艦長2）
- デストロイ オール ヒューマンズ!（バート・ホワイザー）

2008年
- スーパーロボット大戦Z（エルダー兵）

2010年
- 密室のサクリファイス（オルガの父）

2016年
- 薔薇に隠されしヴェリテ（ダントン）

2025年
- PROGRESS ORDERS（バルディーノ）

### ドラマCD
- Weiß kreuz Glühen II Theater Of Pain（マリッド・新田）
- フォーチュン・クエスト（係員）
- 魔術士オーフェン 無謀編（スカルコレクター）
- 純情ロマンチカシリーズ（野分の友人）

### ラジオドラマ
- ハイパーあんな（兄貴）

### デジタルコミック
- Beeマンガ 午前3時の無法地帯（2012年12月20日 ‐ 、多賀谷まさや[8]）

### 吹き替え

#### 洋画
- 冷戦（2001年、ホン〈ラム・シュー〉）
- ヤンヤン 夏の思い出（2001年）
- 夏至（2001年）
- 重装警察（2002年、ホー〈チン・ガーロウ〉）
- 反則王（2002年、テベクサン〈パク・サンミョン〉）
- メン・イン・ブラック2（2002年、エージェント1〈ニック・キャノン〉）※ソフト版
- パイレーツ・オブ・カリビアン/呪われた海賊たち（2003年）
- デッドエンド 暗戦リターンズ（2003年、チャン〈ラム・シュー〉）
- キャプテン・ウルフ（2005年）

#### 海外ドラマ
- ビクトリアス

#### 海外アニメ
- アクアキッズ（キャプテンシャシャ）

### ボイスオーバー
- BS世界のドキュメンタリー「食糧増産へのチャレンジ[9]」（ジミー・ドハーティー）
- 日立 世界・ふしぎ発見!
- ハーバード白熱教室（マイケル・サンデル教授）
- 地球ドラマチック
  - 「ティワナク インカに先立つ謎の文明」
  - 「世界最古の"コンピューター"〜宇宙を再現!古代ギリシャの技術」
- 世界の衝撃ストーリー
- 怪奇! アンビリーバブル（ナレーション）
- 古代文明ミステリー たけしの新・世界七不思議
- 美の巨人たち（「絵画警察」内・警部の声、その他ボイスオーバー）
  - 新美の巨人たち
- 世界が騒然!本当にあった㊙ミステリー
- 奇跡のレッスン
- 松下奈緒・ゴッホの青春 そして色彩が生まれた（BSフジ）
- 松下奈緒「接吻」〜黄金の画家クリムトとウィーン1900年〜（BSフジ）
- 松下奈緒・光の画家モネと旅するセーヌ（BSフジ）
- 松下奈緒・ロダンを愛した女たち（BSフジ）
- 松下奈緒・モーツァルトの結婚（BSフジ）

### ナレーション
- アドレな!ガレッジ（ナレーター）
- ツボ屋与兵衛（ナレーター）
- もりすぎッ!（ナレーター / 東海テレビ）
- 天才てれびくんMAX（ナレーター / NHK教育）
- NHKスペシャル「灼熱アジア」第3・4回（ナレーター / NHK総合）
- Dr.らく朝 笑いの診察室
- BS世界のドキュメンタリー「ナパーム弾の少女 歴史を変えた報道写真の真実」（2023年7月4日、NHK BS1）

### 舞台
- CHK放送劇団「わが町」「想稿・銀河鉄道の夜」「DOLL」「小さな炎のファンタジー」